# Чёрный, Степан Макарович
Степан Макарович Чёрный (1910—1978) — советский военачальник, полковник (2 февраля 1943).

## Биография

### Начальная биография
Родился 27 марта 1910 года в Бердичеве Киевской губернии.
В Красной армии с сентября 1928 года, службу начал в 3-м конвойном полку войск НКВД в Харькове. Здесь же в 1929 году окончил полковую школу 3-го конвойного полка войск НКВД и в 1933 году — Харьковскую школу червонных старшин им. ВУЦИК. По окончании школы вернулся в полк и командовал взводом. С декабря 1934 года служил в 8-м отдельном мотострелковом полку войск НКВД в Тбилиси, занимая последовательно должности командира взвода, роты, батальона. Член ВКП(б)/КПСС с 1930 года.

### В Великую Отечественную войну
В начале Великой Отечественной войны С. М. Чёрный был направлен на учебу на КУКС при Махачкалинском пехотном училище, по окончании которых в октябре 1941 года назначен командиром батальона 1123-го стрелкового полка 335-й стрелковой дивизии, которая в составе 57-й армии была подчинена Южному фронту. С января 1942 года командовал 1121-м стрелковым полком этой же дивизии. В конце февраля 1942 года Чёрный был тяжело ранен и до июля находился в госпитале города Пятигорска. 
По излечении был назначен командиром 777-го стрелкового полка 251-й стрелковой дивизии Волховского фронта. С августа 1942 года командовал 57-й стрелковой бригадой в Московском военном округе, которая в сентябре вошла в состав 11-го гвардейского стрелкового корпуса 9-й армии Северной группы войск Закавказского фронта. С 22 февраля 1943 года полковник С. М. Черный вступил в командование 77-й стрелковой дивизией, входившей в состав 58-й армии Северо-Кавказского фронта. 
Со 2 апреля 1943 года командовал 9-й горнострелковой дивизией Северо-Кавказского фронта. 
В июле 1943 года направлен на учебу в Высшую военную академию им. К. Е. Ворошилова, по окончании которой в ноябре 1943 года принял должность командира 71-й стрелковой дивизии. В декабре 1943 года был назначен заместителем командира 23-го стрелкового корпуса в составе 60-й армии. С февраля 1944 года — командир 2-й гвардейской воздушно-десантной дивизии. В начале августа 1944 года дивизия в составе 18-й армии была подчинена 4-у Украинскому фронту и войну окончила в Чехословакии.

### После войны
После войны полковник Степан Макарович Черный с августа 1945 года исполнял должность заместителя командира 78-го стрелкового корпуса 52-й армии Львовского военного округа. С января 1946 года учился в Высшей военной академии им. К. Е. Ворошилова, затем по результатам успеваемости направлен на курсы усовершенствования командиров стрелковых дивизий при Военной академии им. М. В. Фрунзе. 
По окончании курсов, в феврале 1947 года, был назначен заместителем командира 36-й стрелковой дивизии в Забайкальско-Амурский военный округ. С июля 1949 года в этом же округе командовал 55-м отдельным стрелковым полком. В январе 1953 года был назначен командиром 43-го пулемётно-артиллерийского полка 8-й пулёметно-артиллерийской дивизии. С марта по июль 1953 года находился в распоряжении командующего войсками округа, затем был назначен командиром 76-го стрелкового полка 36-й стрелковой дивизии. 
С августа 1955 года Чёрный исполнял должность преподавателя общевойсковой подготовки военной кафедры Краснодарского института пищевой промышленности.
В октябре 1956 года уволен в запас. Умер в Краснодаре 11 мая 1978 года.

## Награды
- Награждён пятью орденами Красного Знамени, орденами Кутузова 2-й степени и Красной Звезды, а также медалями.

## Источник
- Великая Отечественная. Комдивы [Текст] : военный биографический словарь : в 5 т. / Д. А. Цапаев (рук.) и др. ; под общ. ред. В. П. Горемыкина. — М. : Кучково поле, 2011. — Т. 1. — С. 399—400. — 736 с. — 200 экз. — ISBN 978-5-9950-0189-8.
- "Советская Кубань" (Краснодар), май 1978 (некролог) _ Infogans